# ステファン・エリオット

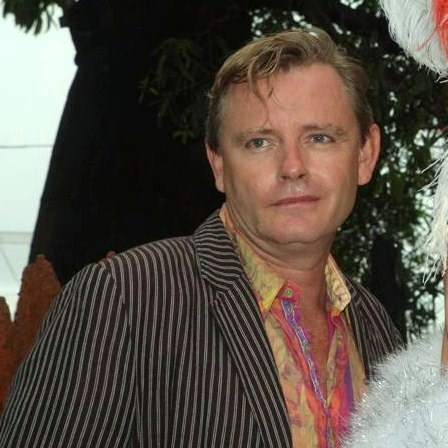
ステファン・エリオット

ステファン・エリオット（Stephan Elliott, 1963年8月27日 - ）は、オーストラリア出身の映画監督・脚本家である。

## 人物
オーストラリアのテレビ番組などで製作アシスタントを務めた後、フィル・コリンズ、ヒューゴ・ウィービング主演のコメディ『保険屋に気をつけろ!』で1993年に映画監督としてデビューした。この作品でカンヌ国際映画祭のパルムドールにノミネートされた。翌1994年にロードムービー『プリシラ』を監督、高い評価を得た。

## 主な監督作品
- 保険屋に気をつけろ! Frauds （1993年）
- プリシラ The Adventures of Priscilla, Queen of the Desert （1994年）
- ウープ・ウープ Welcome to Woop Woop （1997年）
- 氷の接吻 Eye of the Beholder （1999年）
- Venetian Wedding （2004年）